# Acer sikkimense
Acer sikkimense är en kinesträdsväxtart. Acer sikkimense ingår i släktet lönnar, och familjen kinesträdsväxter.

## Underarter
Arten delas in i följande underarter:
- A. s. metcalfii
- A. s. sikkimense